# Янош Тот (дипломат)
Янош Тот (угор. Tóth János; 	18 травня 1945, Будапешт, Угорщина — 21 березня 2017) — угорський дипломат. Надзвичайний і Повноважний Посол Угорщини в Україні.

## Біографія
Народився у 1945 р. в Будапешті.
У 1967 закінчив Економічний університет імені Карла Маркса.
З 1968 по 1972 — службовець Міністерства закордонних справ Угорської Республіки;
З 1972 по 1976 — аташе, секретар 3 рангу в Посольстві Угорщини в СФРЮ;
З 1976 по 1984 — співробітник відділу зовнішніх справ ЦК УСРП;
З 1984 по 1988 — Надзвичайний і Повноважний Посол Угорщини в Мексиці, за сумісництвом в Ямайці та Гондурасі;
З 1989 по 1991 — державний службовець, заступник директора Департаменту країн Латинської Америки МЗС Угорської Республіки;
З 1991 по 1993 — Надзвичайний і Повноважний Посол Угорщини в Перу, за сумісництвом в Болівії;
З 1993 по 1994 — Надзвичайний і Повноважний Посол Угорщини в Колумбії;
З 1994 по 1996 — заступник Державного секретаря МЗС Угорщини;
З 1996 по 2001 — Надзвичайний і Повноважний Посол Угорщини в Союзній Республіці Югославія, за сумісництвом — у Македонії;
З 2001 по 2002 — керівник Регіонального Офісу кантону Уна Сана Головного Уповноваженого в Боснії та Герцеговині;
З 2003 по 2007 — Надзвичайний і Повноважний Посол Угорщини в Україні.

## Нагороди
- Орден «За заслуги» III ступеня (Україна, 30 січня 2007) — за вагомий особистий внесок у зміцнення  українсько-угорських зв'язків[2].